# Ања Павићевић
Ања Павићевић (Бар, 11. септембар 1999) црногорска и српска је глумица.

## Биографија
Ања Павићевић је ћерка црногорског привредника и кошаркашког тренера Ђорђија Павићевића, који је власник и дугогодишњи председник КК Морнар Бар. У трећој години живота почела је да се бави класичним балетом. У овој уметности је остала активна тринаест година и остварила је успехе чак и на међународном нивоу. Такође се опробала и у савременом и џез балету, а од спортова је тренирала гимнастику, пливање и одбојку.
Након трећег разреда гимназије преселила се у Београд и тамо уписала глуму на Факултету драмских уметности, у класи професорке Биљане Машић. Пријемни испит је прошла као првопласирана на ранг-листи.
Глумачки деби имала је лета 2019. у родном Бару, у позоришној представи Балканска царица, коју је режирао Горан Бјелановић. Павићевићева је у тој представи играла главну женску улогу — јунакињу по имену Даница. Прво појављивање у дугометражном филму забележила је наредне године у остварењу Име народа, редитеља Дарка Бајића. Овај биографско-историјски филм прати живот и рад Светозара Милетића, а Павићевићева је имала задатак да тумачи његову ћерку, Милицу Милетић Томић. Ова улога јој је донела и прво глумачко признање — Повељу за изузетну женску улогу на 55. Филмским сусретима у Нишу.
Шеснаестог јануара 2023. примљена је у ансамбл београдског Позоришта Бошко Буха.

## Улоге

### Филмографија
| Год.   | Назив             | Улога                | Напомена           |
| ------ | ----------------- | -------------------- | ------------------ |
| 2010-е |                   |                      |                    |
| 2019.  | Група             |                      | ТВ серија, 1 еп.   |
| 2020-е |                   |                      |                    |
| 2020.  | Слободни скакачи  | Јана                 | кратки филм        |
| 2020.  | Име народа        | Милица Томић (млађа) |                    |
| 2021.  | Име народа        | Милица Томић (млађа) | мини-серија, 2 еп. |
| 2021.  | Бранилац          | Зорица Ђорђевић      | ТВ серија, 1 еп.   |
| 2022.  | Мочвара           | Ана Гарчевић         | ТВ серија, 9 еп.   |
| 2022.  | Ванземунац        | Ксенија              | ТВ филм            |
| 2023.  | Калкански кругови | Уна                  | ТВ серија, 6 еп.   |

### Спотови
- Опет — Љубичице (2022)[7]

## Награде
- Повеља Филмских сусрета за изузетну женску улогу: 2020. (за улогу Милице Томић у филму Име народа)[8]